# Стокасимов, Николай Павлович
Князь Николай Павлович Стокасимов (1869 — не ранее 1949) — генерал-майор, герой Первой мировой войны, участник Белого движения.

## Биография
Православный. Из старинного дворянского рода.
Окончил 1-й Московский кадетский корпус (1887) и 3-е военное Александровское училище (1889), откуда выпущен был подпоручиком в Ивангородскую крепостную артиллерию.
19 марта 1892 года переведен в 9-ю артиллерийскую бригаду, а 13 декабря того же года произведен в поручики. Позднее переведен в 14-ю артиллерийскую бригаду. Произведен в штабс-капитаны 13 июля 1897 года. В 1898 году окончил Николаевскую академию Генерального штаба по 1-му разряду и 17 мая того же года был произведен в капитаны «за отличные успехи в науках». 26 ноября 1898 года переведен в Генеральный штаб с назначением старшим адъютантом управления 1-й отдельной кавалерийской бригады. В 1900—1901 годах отбывал цензовое командование ротой в 120-м пехотном Серпуховском полку.
6 апреля 1903 года произведен в подполковники с назначением старшим адъютантом штаба Казанского военного округа. Участвовал в русско-японской войне, с 13 марта 1905 года состоял и. д. начальника штаба 53-й пехотной дивизии. 14 ноября 1906 года назначен штаб-офицером при управлении 3-й Туркестанской стрелковой бригады, а 22 апреля 1907 года произведен в полковники. В 1909 году отбывал цензовое командование батальоном в 134-м пехотном Феодосийском полку. 24 июля 1910 года назначен начальником штаба 2-й Туркестанской стрелковой бригады.
6 ноября 1912 года назначен командиром 177-го пехотного Изборского полка, с которым и вступил в Первую мировую войну. 28 октября 1914 года произведен в генерал-майоры «за отличия в делах против неприятеля», а 17 ноября назначен командиром бригады 70-й пехотной дивизии. Удостоен ордена Св. Георгия 4-й степени
За то, что в боях 19, 20 и 21 июня 1915 года у д. Монастырек, состоя командиром бригады 70-й пехотной дивизии и командуя боевым участком с задачей оказать помощь сильнотеснимой противником 52-й пехотной дивизии, лично произведя разведку, искусно маневрируя и отражая натиски врага, когда немцы охватили оба наши фланга, личным примером неустрашимости, под сильным неприятельским обстрелом, с явной опасностью для жизни, восстановил порядок и устроил войска и, в течение двух дней продолжая сдерживать атаки противника, выручил 52-ю пехотную дивизию, дал ей возможность отойти, чем и обеспечил положение 14-го армейского корпуса.
15 марта 1916 года назначен начальником штаба 1-й Туркестанской стрелковой дивизии, а 8 февраля 1917 года — начальником штаба 19-й Сибирской стрелковой дивизии. 23 июля 1917 года назначен командующим 3-й пограничной Заамурской пехотной дивизией.
В Гражданскую войну участвовал в Белом движении на Юге России. Состоял в резерве чинов при штабе Главнокомандующего ВСЮР, с 21 января 1920 года был назначен начальником 34-й пехотной дивизии. В эмиграции в Югославии, к 1949 году — в Аргентине. Дальнейшая судьба неизвестна.

## Награды
- Орден Святого Станислава 3-й ст. (ВП 15.07.1901)
- Орден Святой Анны 3-й ст. (ВП 6.12.1904)
- Орден Святого Станислава 2-й ст. (ВП 20.03.1907)
- Орден Святой Анны 2-й ст. (ВП 20.03.1911)
- Орден Святого Владимира 4-й ст. (ВП 18.02.1914)
- Орден Святого Владимира 3-й ст. с мечами (ВП 30.12.1914)
- мечи к ордену Св. Анны 2-й ст. (ВП 28.05.1915)
- Орден Святого Станислава 1-й ст. с мечами (ВП 22.10.1915)
- Орден Святой Анны 1-й ст. с мечами (ВП 13.01.1916)
- Орден Святого Георгия 4-й ст. (ПАФ 16.06.1917)